# Central hidroeléctrica San Carlos
La Central Hidroeléctrica San Carlos es la central eléctrica con mayor capacidad instalada en Colombia, con 1240 MW. Está ubicada en el municipio de San Carlos, en el departamento de Antioquia, 150 km al este de Medellín, siendo propiedad de ISAGEN. 
Está localizada en jurisdicción del municipio de San Carlos, cerca al corregimiento El Jordán. Con más de 30 años de operación comercial, continúa siendo la de mayor capacidad instalada del país, con 1240 MW, distribuidos en ocho unidades de 155 MW cada una y con la infraestructura necesaria para la instalación de dos unidades adicionales. Su primera etapa entró en funcionamiento en 1984 y la segunda en 1987.

## Datos técnicos

### Obras civiles
La central San Carlos tiene el embalse Punchiná que se encuentra localizado sobre los ríos San Carlos y Guatapé, la presa es del tipo gravedad en tierra con 70 m de altura y 800 m de longitud, formando un embalse con una capacidad de 61,67 hm³, de los cuales 53,21 hm³ son de embalse útil.
El embalse cuenta con una descarga de fondo controlada por compuertas deslizantes que aprovecha el túnel que se usó para la desviación del río durante la construcción de la presa. El vertedero de la presa es del tipo libre con un canal superficial de concreto, diseñado para evacuar la creciente máxima probable estimada de 7200 m³/s

### Generadores
La central tiene 8 turbinas tipo PELTON con las siguientes características cada una:
- Potencia nomimal: 155 MW
- Caudal nominal: 32,7 m³/s
- Revoluciones: 300 RPM
- Peso: 68000 kg

La central San Carlos cuenta con ocho turbinas tipo Pelton de eje vertical, seis chorros, caudal nominal de 32,7 m³/s, caída media de 554 m, para una potencia nominal de 170 MW girando a 300 rpm. Estas turbinas están acopladas a generadores sincrónicos de 170 MVA de potencia nominal con factor de potencia de 0,95 y tensión de salida de 16,5 kV.
Cada turbina posee una válvula esférica de 1,90 m de diámetro y 68 toneladas de peso con un tiempo de cierre de 120 segundos y diseñada para operar con flujo. La energía producida por los ocho generadores es entregada a cuatro bancos de tres transformadores monofásicos de 109/122 MVA que elevan la tensión al nivel de transmisión de 230 kV. Para la conexión de los generadores a los transformadores se utilizan interruptores de potencia con una capacidad de interrupción trifásica de 4.000 MVA a tensión nominal de 16,5 kV. De cada uno de los bancos de transformadores de potencia sale un circuito trifásico de 230 kV en cables monopolares aislados en papel impregnado de aceite. Los circuitos tienen una longitud promedio de 450 m instalados en 2 pozos inclinados que realizan un recorrido desde la caverna de transformadores hasta una estructura exterior en donde los cables empalman con dos líneas aéreas a doble circuito a 230 kV que van hasta la subestación distante 2,5 km.
La planta cuenta con un nuevo sistema de supervisión y control cuya modernización finalizó en 2011, facilitando la operación, supervisión y seguimiento de las condiciones operativas de las unidades.
El Sistema de Supervisión y Control General de la Central Hidroeléctrica San Carlos cubre los diferentes niveles de control de campo y las interfaces con los niveles superiores de control, que han permitido aumentar la disponibilidad y la confiabilidad de la operación de la Central y la posibilidad de operar desde los tableros de control de cada una de las unidades en donde se cuenta con interfaces hombre-máquina IHM, y controladores de proceso redundantes que permiten la completa funcionalidad de las unidades y la supervisión del proceso.

### Conexión al sistema de transmisión nacional
La generación de la central San Carlos es entregada al Sistema de Transmisión Nacional, STN, para ser llevada a los centros de consumo del Sistema de
Transmisión Nacional, utilizando dos subestaciones de 500 kV y una de 230 kV que tiene configuración de interruptor y medio.